# Psychotria greenwelliae
Psychotria greenwelliae là một loài thực vật có hoa trong họ Thiến thảo. Loài này được Fosberg miêu tả khoa học đầu tiên năm 1964.